# Trefflingfall
Der Trefflingfall befindet sich in einer Klamm im Gemeindegebiet von Puchenstuben im Bundesland Niederösterreich und ist einer der längsten Wasserfälle des Bundeslandes. Die Klamm wird vom Trefflingbach gebildet, einem kleinen Nebenfluss der Erlauf. Der Trefflingbach entspringt am Fuße des 1246 m hohen Turmkogels. Der Trefflingfall befindet sich im Naturpark Ötscher-Tormäuer und ist zugleich eine der Sehenswürdigkeiten des Naturparks. Der Name geht auf das slawische *Trěbцnikъ mit der Bedeutung „Fluss, der durch gerodetes Gelände fließt“ zurück.

## Ursprung, Geschichte, Nutzung
Die eigentliche Klamm mit dem über mehrere Kaskaden herabstürzenden Wasserfall ist etwa 280 Meter lang, der Höhenunterschied beträgt etwa 100 Meter, wobei die einzelnen Kaskaden eine Fallhöhe von maximal 20 Meter aufweisen. Unmittelbar nach der letzten Kaskade mündet der Bach in die Erlauf. Die Klamm verläuft von Nordost nach Südwest. Der Klammuntergrund besteht aus Kalkstein. Durch die Klamm führt ein gut ausgebauter und populärer Wanderweg. Der Eingang der Klamm ist nur zu Fuß zu erreichen und liegt 2000 Meter östlich des Parkplatzes an der Stichstraße aus Gaming und 1600 Meter südwestlich der Straße aus Puchenstuben.
In 1897 wurde der Weg zum Trefflingfall eröffnet. Dieser wurde vom Scheibbser Gebirgsverein errichtet.

## Einzelnachweise

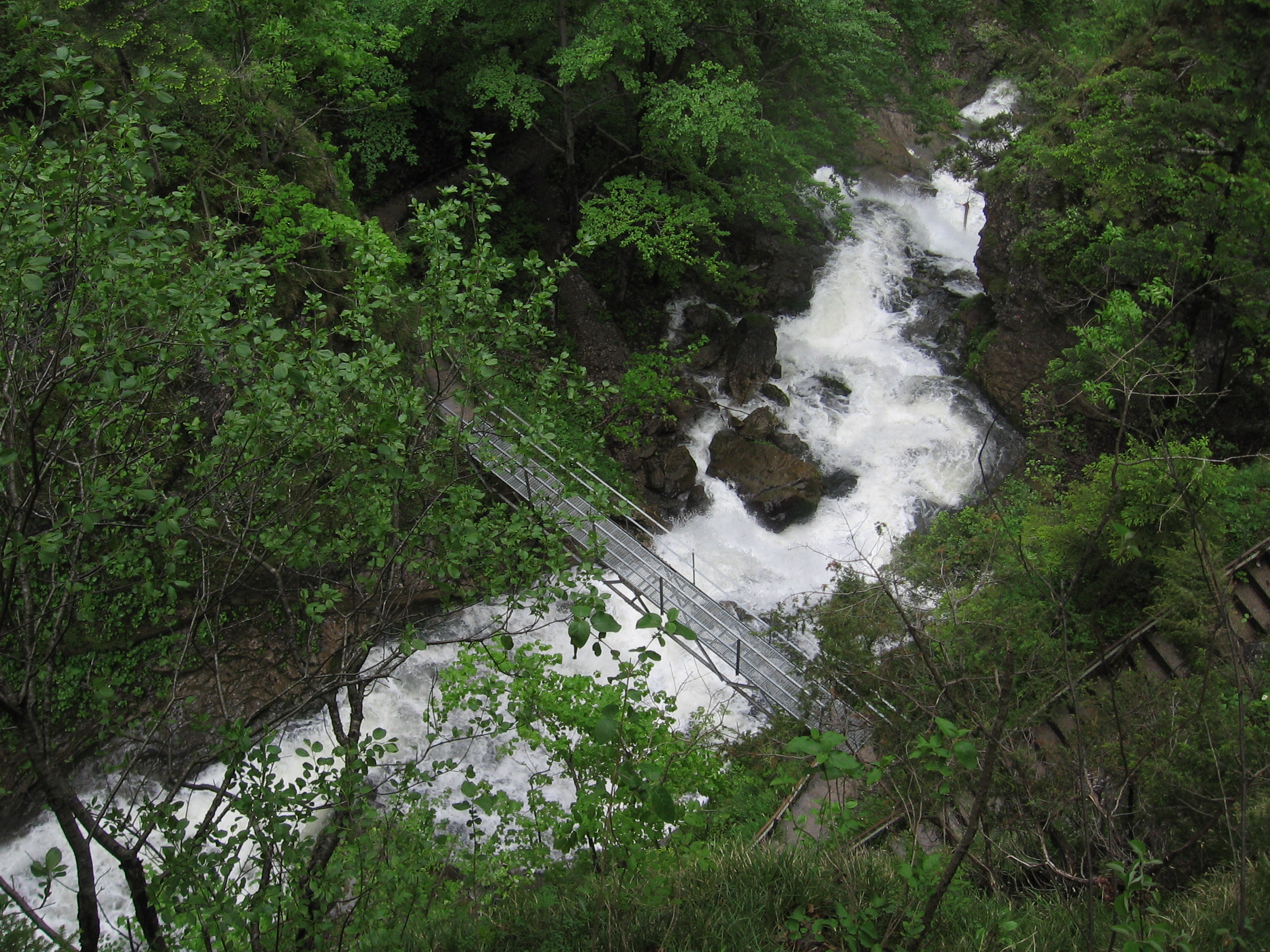
Trefflingfall, Kaskaden von oben
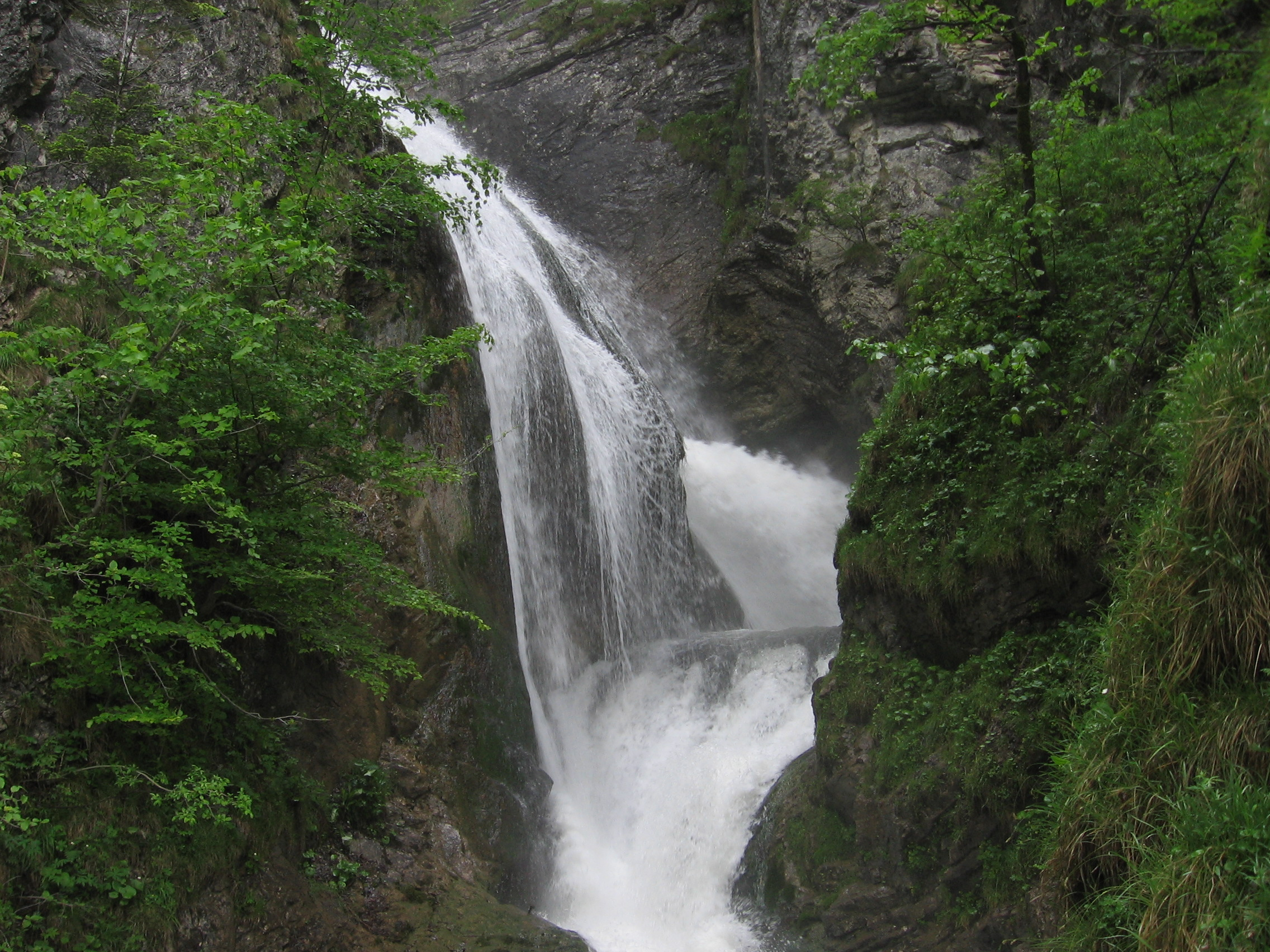
Trefflingfall, Detail

## Wanderungen
- Trefflingfall-Hochbärneck
- Puchenstuben-Trefflingfall-Wienerbruck-Puchenstuben